# Gistaín
Gistaín (en aragonés, Chistén; oficialmente, Gistaín/Chistén) es un municipio de España perteneciente a la provincia de Huesca, en la comunidad autónoma de Aragón. Ubicado en la comarca del Sobrarbe, tiene una población de 116 habitantes (INE 2024).

## Geografía
Tiene un área de 75,90 km² con una población de 137 habitantes (INE 2016) y una densidad de población de 1,81 hab./km².
Parte de su término municipal está ocupado por el parque natural Posets-Maladeta.
- Gistaín: localidad del Pirineo aragonés situada en el Valle del mismo nombre:

Gistaín. Las poblaciones que conforman este valle son: Badaín, San Marcial, Salinas de Sin, Saravillo, Sin, Señes, Serveto, Plan, San Juan de Plan, Gistaín (o Gistau). (Gistaín en lengua francesa sonido = Gistén), pronunciada la letra G, en la vertiente española como CH (Chistén). En el valle de Benasque se ha denominado de antiguo al valle y a la localidad como Gistau (en lengua francesa sonido = Gistó), que por la misma regla anterior, la G, en otros idiomas peninsulares se toma por CH = Chistau. El río Cinqueta nace en las montañas del término municipal de Gistaín, cuyo caudal que junto con las aguas que se le agregan por su orilla izquierda procedente de las montañas de San Juan de Plan, formará más del 90%
Se halla entre los valles de Bielsa y Benasque o Benás, también en el Pirineo aragonés.
El río Cinqueta recorre el Valle de Chistau desde su nacimiento en La Pez hasta incorporarse al río Cinca en Salina de Sin a la entrada del Valle. Chistén no tiene río, aunque el barranco de Foricón que pasa junto al pueblo desemboca en el río Cinqueta en el término de Plan.
La carretera transpirenaica, subiendo hacia el túnel de Bielsa, deja a la derecha el desvío del valle de Chistau donde se encuentra la localidad de Chistén / Gistaín.
Dentro de su abigarrada arquitectura destacan dos torres defensivas: La Torre de Casa Tardán y la Torre de Casa Rins. Y la torre de la Iglesia de San Vicente Mártir.

## Demografía
Gistain cuenta con una población de 116 habitantes (INE 2024).
| Gráfica de evolución demográfica de Gistain entre 1842 y 2021 |
| |
| Población de derecho según los censos de población del INE Población de hecho según los censos de población del INEEntre el censo de 1930 y el anterior, crece el término del municipio porque incorpora a Serveto Entre el censo de 1981 y el anterior, este municipio desaparece porque se integra en el municipio Plan Entre el censo de 1991 y el anterior, aparece este municipio porque se segrega del municipio Plan |

## Administración y política
| Período   | Alcalde             | Partido |  |
| --------- | ------------------- | ------- |  |
| 1979-1983 |                     |         |  |
| 1983-1987 |                     |         |  |
| 1987-1991 |                     |         |  |
| 1991-1995 |                     |         |  |
| 1995-1999 |                     |         |  |
| 1999-2003 | Joaquín Mur         | PSOE    |  |
| 2003-2007 |                     |         |  |
| 2007-2011 | David Bielsa Barrau | PAR     |  |
| 2011-2015 | David Bielsa Barrau | PAR     |  |
| 2015-2019 | David Bielsa Barrau | PAR     |  |
| 2019-2023 | David Bielsa Barrau | PAR     |  |
| 2023-2027 | David Bielsa Barrau | PAR     |  |

| Partido político    | Partido político                                   | 2003   | 2007   | 2011   | 2015   |
| Partido político    | Partido político                                   | Ediles | Ediles | Ediles | Ediles |
|                     | Partido Aragonés (PAR)                             | —      | 3      | 4      | 4      |
|                     | Chunta Aragonesista (CHA)                          | —      | —      | 1      | —      |
|                     | Partido de los Socialistas de Aragón (PSOE-Aragón) | 4      | 2      | 1      | —      |
|                     | Partido Popular de Aragón (PP)                     | 1      | —      | —      | —      |
| Total de concejales | Total de concejales                                | 5      | 5      | 5      | 5      |

## Fiestas y cultura popular

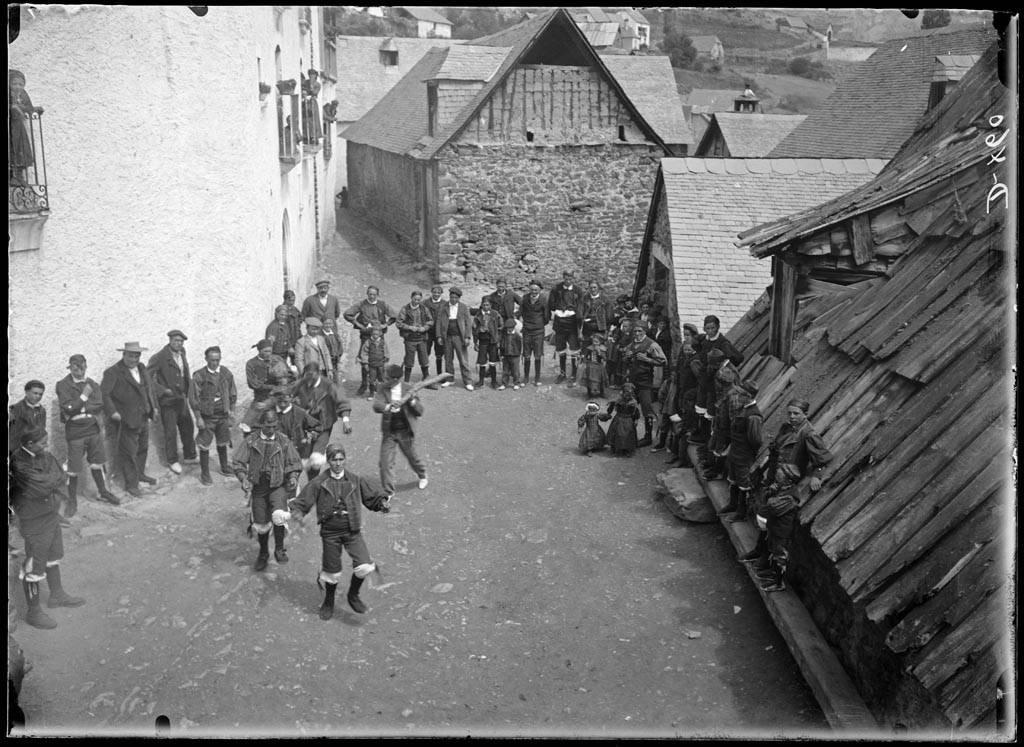
Bailes en la plaza de Gistaín, (Fotografía de Juli Soler i Santaló, 1907)

Entre las fiestas destaca el carnaval, que conserva los elementos propios del carnaval pirenaico aragonés, la fiesta de los trucos de san Antón y la romería de San Fabián. En la fiesta de carnaval se construye un muñeco llamado "muyén" que se monta en un burro y en su compañía los jóvenes con los músicos, recorren las casas del pueblo recogiendo comida con la que realizarán meriendas durante el resto del invierno y la primavera. El muñeco es acusado de todos los desastres de la fiesta, juzgado y quemado el domingo de Piñata. La fiesta d'es trucos (Cencerrada) se celebra en enero: los habitantes del valle recorren todos los pueblos del valle durante la noche, portando grandes cencerros que hacen sonar para ahuyentar los espíritus del inframundo. En cada localidad se prepara un convite para todos los asistentes, el inicio de la cencerrada o fiesta d'es trucos de San Antón empieza en Gistaín / Chistén y acaba de madrugada en Saravillo, donde se realizada una costillada popular. El 20 de agosto se celebra la fiesta dedicada a San Joaquín, con una misa baturra a la que asisten los mayordombres y mayordombras ( habitantes del pueblo encargados de la celebración de todas las festividades de ese año) vestidos con los trajes típicos de la localidad (Chipón y calzón) para después procesionar por las calles de Gistaín. Al día siguiente la Romería de San Fabián tiene lugar en la ermita del Santo del mismo nombre, donde se interpretan los Gozos de San Fabián y se bailan las danzas tradicionales chistavinas.

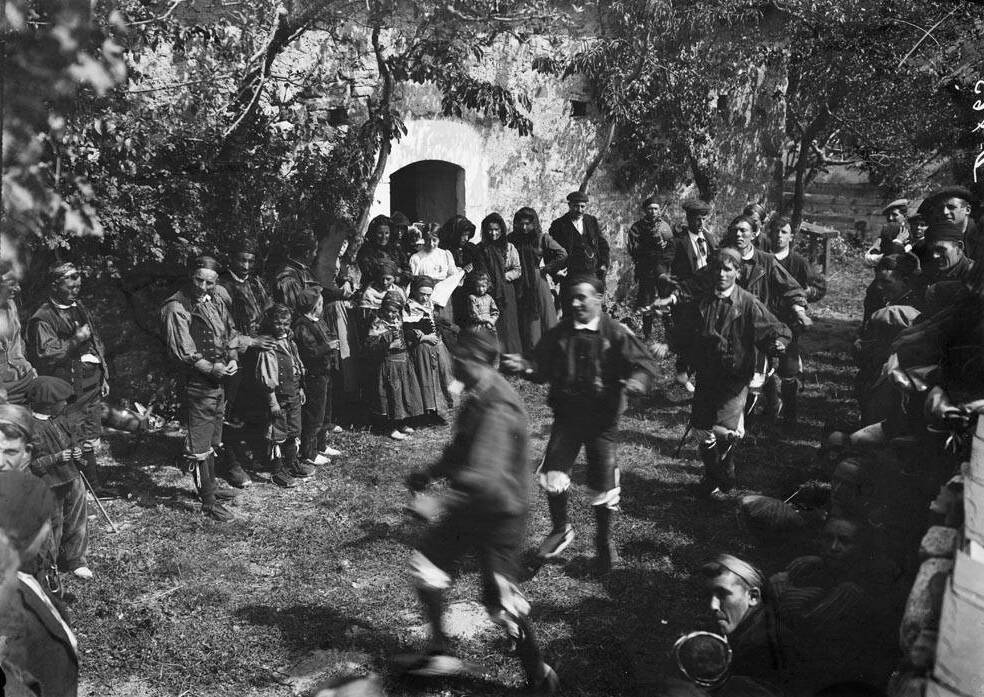
Danzas por San Fabián. (Juli Soler i Santaló, 1907)

Gistaín / Chistén, cuenta con una asociación cultural que dinamiza la vida cultural del pueblo (Asociación cultural Las Fuens de Chistén) la cual edita una revista escrita íntegramente en aragonés chistabino (revista l'alcaugüé). Es una de las localidades donde mejor se conserva vivo el aragonés en su variedad chistabina, cuenta con escritores como Quino Villa Bruned, e investigadores que han profundizado en la lengua hablada como Brian Mott y Fernando Romanos Hernando.

## Personas notables
- Amado Laguna de Rins[11][12]
- José María Mur